# لینس
لینس (به هلندی: Leens) یک منطقهٔ مسکونی در هلند است که در Het Hogeland واقع شده‌است. لینس ۳۵٬۵۸ کیلومتر مربع مساحت و ۱٬۷۹۰ نفر جمعیت دارد.